# 2S25 Sprut-SD
2S25 Sprut-SD je samohodni lovac tenkova ili laki tenk razvijen na temelju šasije borbenog vozila BMP-3. Dizajniran je da bude lako i pokreno vozilo koje će se lako transportirati. Primarna zadaća mu je pružanje vatrene potpore pješačkim jedinicama s ciljem uništavanja oklopnih vozila, dobro utvrđenih položaja itd. U službi je u zračnodesantnim postrojbama ruske vojske.

## Osnovne značajke
Sprut-SD je vozilo s vrlo širokim spektrom djelovanja u svim vremenskim uvjetima i u svim klimama.

### Vatrena moć
"Sprut-SD" je naoružan s 125 mm stabiliziranim glatkocijevnim topom (sličan topovima na tenkovima T-80U i T-90S), vođenim raketnim sustavom i koaksijalnom 7,62 mm strojnicom. Protutenkovska municija može uništiti bilo koji moderan tenk, dok se visokoelsplozivne granate rabe protiv žive sile. Automaski punjač topa pruža brzinu paljbe od 6 do 8 hitaca u minuti, bez obzira dali se radi o konvencionalnom projektilu ili vođenoj raketi. Laserski vođena raketa može biti ispaljena protiv ciljeva udaljenih od 100 do 5000 metara. Zbog vođenih raketa "Sprut-SD" ima borbenu nadmoć nad neprijateljskim tenkovima u borbama na velikim udaljenostima. Vođena raketa se može upotrijebiti i protiv niskoletećih helikoptera.

### Oklopna zaštita
Kako bi se osiguralo preživljavanje na bojištu, Sprut-SD je opremljen NBK zaštitom, dimnim granatama i automatskim gašenjem požara unutar vozila. Ukupne performanse mu poboljšava niska siluta i kamuflažne boje.

### Pokretljivost
Sprut-SD može biti dopremljen zrakoplovom do ratne zone i ispušten padobranom zajedno s posadom koja je u vozilu. Kratko nakon spuštanja, spreman je za borbu. Vozilo pokreće dizelski motor snage 510 KS. Za brzo kretanje po autocesti bez oštećivanja kolnika, na njega se može ugraditi poseban komplet gusjenica s gumenim umetcima. Za kretanje po dubokom snijegu, močvarnom tlu ili pijesku, mogu se montirati šire gusjenice. Može prijeći vodenu prepreku bez pripreme i ima mogućnost plutanja. Plovna brzina mu je do 10 km/h, a za vrijeme plovidbe može ispaljivati granate. Sprut-SD se samostalno može popeti na desantni brod s vode snagom svojeg motora.

### Unutarnje poveznice
- BMP-3
- BMD-3

### Zajednički poslužitelj
|  | Zajednički poslužitelj ima stranicu o temi 2S25 Sprut-SD    |
|  | Zajednički poslužitelj ima još gradiva o temi 2S25 Sprut-SD |

## Vanjske poveznice
- (rus.) Fotografije vozila